# Terran Petteway
Terran Petteway, né le 8 octobre 1992, à Galveston, dans le Texas, est un joueur de basket-ball américain évoluant aux postes d'arrière et d'ailier.

## Biographie
Non drafté à sa sortie d'université avec les Cornhuskers du Nebraska, il dispute la NBA Summer League puis le camp d'entraînement avec les Hawks d'Atlanta mais est coupé après 3 matchs de pré-saison. Le 29 octobre 2015, il signe avec les Mad Ants de Fort Wayne en D-League.
En 2016, il signe en Europe avec le club italien de Pistoia, il rejoint la France l'année suivante avec Nanterre 92. Mis à pied début février pour mauvais comportements, il est finalement licencié par le club français le 16 février 2018. L'américain rebondit alors en Grèce au PAOK Salonique.
L'année suivante, il retourne en Italie en signant au Dinamo Sassari.

## Clubs successifs
- 2015-2016 :  Mad Ants de Fort Wayne (D-League)
- 2016-2017 :  Pistoia Basket 2000 (LegA)
- 2017-fév 2018 :  Nanterre 92 (Pro A)
- fév 2018-juin 2018 :  PAOK Salonique (ESAKE)
- 2018-2019 :  Dinamo Sassari (LegA)
- 2019-2020 :  Pistoia Basket 2000 (LegA)
- 2020- :  Péristeri BC (ESAKE)

## Palmarès
- Match des Champions 2017 (Nanterre)